# نظرية ذات الأبعاد الثلاثية في الذكاء
نظرية ذات الأبعاد الثلاثية في الذكاء أو نظرية سترنبرج في الذكاء (بالإنجليزية: Triarchic theory of intelligence)‏ طوّر روبرت ستيرنبرغ في جامعة Yale خلال العقدين الماضيين عدة نظريات حديثة في الذكاء ذات مضامين مهمة في الكشف عن الموهوبين وتعليمهم. ففي عام 1985 عرض نظريته الثلاثية في الذكاء الإنساني (Sternberg, 1985)، وفي عام 1997 قدم صورة مطورة عن هذه النظرة سماها نظرية الذكاء الناجح (Sternberg, 1997). وعرف الذكاء الناجح بأنه القدرة على تحقيق النجاح في الحياة العملية طبقاً لمفهوم الفرد نفسه وتعريفه للنجاح في محيطه الاجتماعي الثقافي، وذلك عن طريق توظيف عناصر القوة لديه والتعويض عن عناصر ضعفه، من أجل التكيف مع محيطه بتشكيله أو تعديله أو تغييره بتآزر وحشد قدراته التحليلية والإبداعية والعملية.

## أنواع الذكاء
واستناداً لنظرية سترنبرج فإن الذكاء الناجح يتألف من ثلاثة مكونات أو يتضمن ثلاثة أنواع من الذكاء، هي:
- الذكاء التحليلي (بالإنجليزية: Analytical Intelligence)‏ وهو القدرة على التحليل وإصدار الأحكام والنقد والمقارنة والتقييم والملاحظة.
- الذكاء الإبداعي (بالإنجليزية: Creative Intelligence)‏ وهو القدرة على الابتكار والاكتشاف والتخيل ووضع الافتراضات
- الذكاء العملي (بالإنجليزية: Practical Intelligence)‏ وهو القدرة على حل المشكلات الحياتية غير المحددة جيداً خارج المدرسة التي يمكن أن يكون لها عدة حلول وعدة طرق للوصول لهذه الحلول.

## تصنيف الموهوبين
وفي ضوء ذلك يصنف سترنبرج الموهبة والموهوبين في أربع فئات هي:
- الموهوب تحليلياً (بالإنجليزية: Analytically Intelligent)‏ هو من تتجلى موهبته في قدرته على التحليل والنقد والمقارنة والتفسير والتقويم وإصدار الأحكام. والموهوب من هذه الفئة عادة ما يكون أداؤه في الواجبات المدرسية متميزاً وكذلك في اختبارات الذكاء التقليدية.
- الموهوب إبداعياً (بالإنجليزية: Creatively Gifted)‏ وهو من تتجلى موهبته في الاكتشاف والابتكار والتخيل وتوليد الأفكار ووضع الفرضيات. والموهوب من هذه الفئة لا تكشف عنه اختبارات الذكاء، ويحتاج إلى مهمات أو اختبارات تتطلب توليد أفكار جديدة وأصيلة مثل كتابة القصص القصيرة والرسومات وحل مشكلات رياضية غير مألوفة.
- الموهوب عملياً (بالإنجليزية: Practically Gifted)‏ وهو من تظهر موهبته في المهمات العملية التي تتطلب تطبيق وتوظيف المعلومات التي تم تعلمها في الحياة العملية، وكذلك استخدام وتنفيذ المعرفة الضمنية التي لا تدرس بصورة مباشرة في المدرسة. والموهوب من هذه الفئة يعرف ما الذي يحتاجه للنجاح في بيئته، ويكشف عن ذكائه في أوضاع ومواقف ذات محتوى محدد.
- الموهوب المتوازن (بالإنجليزية: Balanced Gifted)‏ وهو من يتمتع بمستويات جيدة من القدرات التحليلية والإبداعية والعملية، ويعرف متى يستخدم أياً منها.

ويقترح ستيرنبرج ثلاثة أنواع من العمليات المترابطة التي تشكل الأساس لجميع مظاهر الذكاء أو الوظائف العقلية، وهي:
- المكونات الأسمى (بالإنجليزية: Metacomponents)‏ هي العمليات العقلية العليا غير المرتبة التي تستخدم في وضع خطة العمل والمراقبة أثناء التنفيذ، والتقييم واتخاذ القرار بعد إتمام العمل، وهي ثلاثة أنواع:
  - عمليات إدارة الذات
  - عمليات إدارة المهمات أو المشكلات
  - عمليات إدارة الآخرين
- المكونات الأدائية (بالإنجليزية: Performance Components)‏ هي عمليات تنفيذ تعليمات أو توجيهات المكونات الضمنية كإجراء المقارنات والاستدلالات وتبرير الاستجابات.
- مكونات اكتساب المعرفة (بالإنجليزية: Knowledge Acquisition Components)‏ هي العمليات المستخدمة في التعلم والحصول على المعرفة كالترميز الاختياري (بمعنى اختيار ما له صلة وما ليس له صلة بالموضوع)، والمقارنة الاختيارية (بمعنى ربط المعلومات الجديدة بالقديمة)، والدمج الاختياري (بمعنى تجميع المعلومات المتناثرة وربطها معاً للوصول إلى نتيجة).

ويرى ستيرنبرج أن هذه المكونات الثلاث تتفاعل فيما بينها بصورة دينامية اعتماداً على متطلبات الموقف أو المشكلة ونوع عمليات التفكير اللازمة للتعامل معها.(Sternberg, 1986) ويدافع ستيرنبرج عن نظريته وتطبيقاتها العملية من حيث صلاحيتها للاستخدام في الكشف عن الموهوبين من ناحية وتصميم برامج التعليم وأساليب التقويم المناسبة لهم من ناحية أخرى.

## اختبارات الذكاء
كما أنه يشير إلى أن اختبارات الذكاء التقليدية والاختبارات المدرسية وكذلك المناهج الدراسية تتمحور في الأساس حول الذكاء التحليلي، وهي ليست مرتبطة بخبرات الفرد الحياتية، كما أنها ليست مرتبطة بالخبرات الإبداعية، وبالتالي فإن اختبارات الذكاء المعروفة مرتبطة إلى حد كبير بالخبرات المدرسية ذات الطابع الأكاديمي، وليست صالحة لقياس الذكاء العملي والذكاء الإبداعي الذين يعتبران في غاية الأهمية للنجاح في الحياة العملية. حيث إن الكفاية في التعامل مع مواقف الحياة الواقعية يعتمد على المعرفة الضمنية ذات الطابع العملي وليس الأكاديمي والتي لا يتم تعليمها بصورة مباشرة أو منتظمة. ويستعرض ستيرنبرج وغريغرنكو (Sternberg, & Grigerenko 2002) العلاقة بين نموذج تعليم الموهوبين المستند إلى نظرية الذكاء الناجح والنماذج الأخرى المعروفة مثل نموذج رنزولي Renzulli، ونموذج غاردنر Gardner في الذكاءات المتعددة، ونموذج جانييه Gagn'e الذي يميز بين الموهبة والتفوق، والنموذج السائد المستند إلى نظرية العامل العام للذكاء، ويخلصان إلى استنتاج مفاده أنه لا يوجد تناقض بين نظرية الذكاء الناجح والنموذج المستند إليها في الكشف عن الموهوبين وتعليمهم، وبين النظريات والنماذج الأخرى، وان نظرية الذكاء الناجح قد تسد نقصاً في بعض هذه النماذج وربما تتكامل معها.